# Phát triển dân chủ ở Hồng Kông
Phát triển dân chủ ở Hồng Kông là một vấn đề lớn kể từ khi chuyển giao chủ quyền Hồng Kông sang nước Cộng hòa Nhân dân Trung Hoa năm 1997. Nguyên tắc "Một quốc gia, hai chế độ" cho phép Chính phủ Hồng Kông quản lý tất cả các lĩnh vực của mình ngoại trừ quan hệ đối ngoại và quốc phòng (quân sự) tách biệt với chính phủ trung ương Trung Quốc. Nhiều công dân Hồng Kông đã quan tâm đến sự phát triển dân chủ khi Đặc khu trưởng đầu tiên của Hồng Kông Đổng Kiến Hoa dường như đã xử lý sai vấn đề này. Các vấn đề liên quan đến dân chủ khác liên quan đến nhân quyền và quyền phổ thông đầu phiếu (trong trường hợp này là quyền bầu các nhà lãnh đạo Hồng Kông thông qua các cuộc bầu cử chung dưới quyền bầu cử phổ thông mà không bị giới hạn từ chính quyền trung ương Trung Quốc) trở thành đầu mối mới cho phe dân chủ. Kể từ những năm 1950, chính phủ Trung Quốc đã liên tục đe dọa người Anh về bất kỳ nỗ lực nào nhằm mang lại sự phát triển dân chủ ở Hồng Kông. Nỗ lực đưa công dân Hồng Kông đến bàn đàm phán của người Anh trong các cuộc thảo luận Trung-Anh đã bị Bắc Kinh từ chối vào cuối những năm 1980. Thống đốc cuối cùng của Hồng Kông Chris Patten đã phải đối mặt với rất nhiều sự phản đối trong việc thay đổi hệ thống chính trị của thuộc địa cũ. Tuy nhiên, Trung Quốc đã bị chỉ trích vì vi phạm chính sách của một quốc gia, hai chế độ.
Kể từ cuộc bầu cử đưa Lương Chấn Anh làm Đặc khu trưởng Hồng Kông năm 2012, sự phát triển dân chủ ở đây đã bị đình trệ. Cuộc Cách mạng Ô dù được kích hoạt bởi các sinh viên không bị ảnh hưởng bởi việc Bắc Kinh tiếp tục bị đình trệ, và đặc biệt là quyết định của Ủy ban Thường vụ Đại hội Đại biểu Nhân dân Toàn quốc Cộng hòa Nhân dân Trung Hoa (NPCSC) vào ngày 31 tháng 8 năm 2014 tuyên bố rằng Hồng Kông phải chấp nhận một quy trình bầu cử Đặc khu trưởng vào năm 2017, trong đó có tới ba ứng cử viên được chấp thuận trước bởi Ủy ban bầu cử - là đại cử tri đoàn được cho là trung thành với chính quyền Bắc Kinh.

## Dưới sự cai trị của Anh

### Thế kỉ XIX
Năm 1856, Thống đốc Hồng Kông John Bowring đã đề xuất rằng hiến pháp của Hội đồng Lập pháp sẽ được thay đổi để tăng thành viên lên 13 thành viên, trong đó năm người sẽ được bầu bởi những chủ đất được hưởng tiền thuê hơn 10 pounds. Những nỗ lực này được coi là một hình thức dân chủ cực kỳ hạn chế (chỉ có 141 cử tri, trong đó một nửa là người Anh) :164,đã bị Văn phòng Thuộc địa từ chối với lý do cư dân Trung Quốc không tôn trọng "chính các nguyên tắc dựa trên trật tự xã hội." :43
Các phong trào của những người dân được chính quyền coi là rất không an tâm. Khi các công nhân châu Á nổi loạn vào năm 1884 sau khi một số người của họ bị phạt vì từ chối làm việc cho các thương nhân Pháp, và kết quả là Pháp lệnh Giữ gìn Hòa bình đã được ban hành, cấm thành viên của bất kỳ tổ chức nào được coi là "không phù hợp với hòa bình và trật tự tốt của thuộc địa".:376:84 Đồng thời, kiểm duyệt được áp đặt lên báo chí. :88
Những người không thuộc giới thượng lưu của Hồng Kông liên tục chứng minh sự tham gia chính trị của họ. Họ không sẵn sàng chịu sự kiểm soát của chính phủ và thường xuyên có hành động đình công để bảo vệ quyền tự do của họ. Các cuộc đình công chung nổ ra vào năm 1844, 1858, 1862, 1863, 1872, 1888 và 1894. :87,89

### Những năm 1960
Các nhà lãnh đạo Trung Quốc rõ ràng muốn "giữ gìn tình trạng thuộc địa của Hồng Kông". Liao Chengzhi là một quan chức cấp cao của Trung Quốc phụ trách các vấn đề Hồng Kông cho biết vào năm 1960 rằng Trung Quốc "sẽ không ngần ngại hành động tích cực để giải phóng Hồng Kông, Cửu Long và Tân Giới" nếu hiện trạng của Hồng Kông (chính quyền thuộc địa) bị thay đổi và cảnh báo đã giết chết mọi sự phát triển dân chủ trong ba thập kỷ tới.

### Những năm 1970
Trong trường hợp không có tính hợp pháp dân chủ, chính quyền thực dân từ từ thực hiện một hệ thống các cơ quan tư vấn chính thức, tích hợp các nhóm lợi ích vào quá trình hoạch định chính sách trong những năm 1970, cho phép thảo luận và giải quyết những tranh cãi.

### Những năm 1990 cho đến khi chuyển giao
Sau sự ra đi của Thống đốc David Wilson vào năm 1992, Chris Patten là thống đốc mới của Hồng Kông bắt đầu chuyển sang đơn phương dân chủ hóa lãnh thổ bằng cách cho phép bầu một nửa Hội đồng Lập pháp bằng quyền bầu cử phổ thông, và điều đó làm chính quyền CHND Trung Hoa tức giận. Patten đã đánh giá rằng: "Người dân tại Hồng Kông hoàn toàn có khả năng chiếm phần lớn hơn trong việc quản lý công việc của họ theo cách có trách nhiệm, chín chắn, kiềm chế, hợp lý". Sự thúc đẩy cải cách của Patten đã bị phản đối mạnh mẽ vào thời điểm đó bởi các lợi ích được trao trong LegCo và bởi cựu đại sứ tại Trung Quốc Percy Cradock. Động thái của Patten đã tạo ra sự thù địch kéo dài cho đến khi Hồng Kông được bàn giao cho Trung Quốc vào năm 1997. Tuy nhiên, Patten đã trích dẫn các cam kết từ một đại diện của CHNDTH: 
Hồng Kông phát triển dân chủ như thế nào (Hãy nhớ rằng người dân không có dân chủ dưới thời là thuộc địa của Anh) trong tương lai là vấn đề hoàn toàn nằm trong phạm vi tự trị của Hồng Kông và chính quyền trung ương không thể can thiệp.

- Lu Ping, (được trích dẫn trong báo People's Daily, 18 tháng 3 năm 1993) 
Bộ Ngoại giao Trung Quốc nhắc lại cuộc bầu cử dân chủ năm sau của tất cả các thành viên Hội đồng Lập pháp bằng quyền phổ thông đầu phiếu là "một câu hỏi được quyết định bởi chính Đặc khu hành chính Hồng Kông và không cần Chính phủ Trung Quốc bảo đảm".

## Sau năm 1997

### Quyết định của Ủy ban thường vụ về cải cách bầu cử
Vào ngày 31 tháng 8 năm 2014, phiên họp thứ mười của Ủy ban Thường vụ Đại hội Đại biểu Nhân dân Toàn quốc Cộng hòa Nhân dân Trung Hoa (NPCSC) trong Đại hội đại biểu Nhân dân toàn quốc Trung Quốc lần thứ 12 đã đặt ra giới hạn cho cuộc bầu cử Hội đồng Lập pháp năm 2016 và cuộc bầu cử Đặc khu trưởng năm 2017. Mặc dù thông thường cho phép quyền bầu cử phổ thông, quyết định áp đặt tiêu chuẩn rằng "Đặc khu trưởng sẽ là người yêu đất nước và yêu Hồng Kông" và quy định "phương pháp chọn Đặc khu trưởng bằng quyền bầu cử phổ thông đầu phiếu phải cung cấp các biện pháp bảo vệ thể chế tương ứng cho mục đích này". Quyết định nêu rõ, trong cuộc bầu cử Đặc khu trưởng Hồng Kông năm 2017 do một ủy ban với 1200 thành viên hiện tại được thành lập để đề cử hai đến ba ứng cử viên, mỗi người phải nhận được sự ủng hộ của hơn một nửa số thành viên của ủy ban đề cử. Sau cuộc bầu cử phổ biến một trong những ứng cử viên được đề cử, Đặc khu trưởng "sẽ phải được Chính phủ Nhân dân Trung ương bổ nhiệm". Quá trình thành lập Hội đồng Lập pháp năm 2016 sẽ không thay đổi, nhưng theo quy trình mới để bầu Đặc khu trưởng, một hệ thống mới để bầu Hội đồng Lập pháp thông qua quyền bầu cử phổ thông sẽ được phát triển với sự chấp thuận của Bắc Kinh.
Quyết định của Ủy ban Thường vụ được coi là cơ sở cho cải cách bầu cử do Hội đồng Lập pháp đưa ra. Hàng trăm người đấu tranh đã tập trung vào đêm công bố Bắc Kinh gần các văn phòng chính phủ để phản đối quyết định này. Theo một cuộc thăm dò ý kiến do Đại học Hồng Kông Trung Quốc thực hiện, chỉ có 36,1% trong số 80 người được khảo sát trong khoảng 8 tháng 15 chấp nhận quyết định của NPCSC nhưng 55,6% sẵn sàng chấp nhận nếu Chính phủ Đặc khu trưởng Hồng Kông dân chủ hóa ủy ban đề cử trong giai đoạn thứ hai của thời kỳ tham vấn cộng đồng.
Các nhóm sinh viên đã dẫn đầu một cuộc tẩy chay và biểu tình bên ngoài Văn phòng Chính phủ Trung ương vào cuối tháng 9 năm đó, gây ra các cuộc biểu tình năm 2014 và Phong trào Ô dù.

### Tình trạng hiện tại

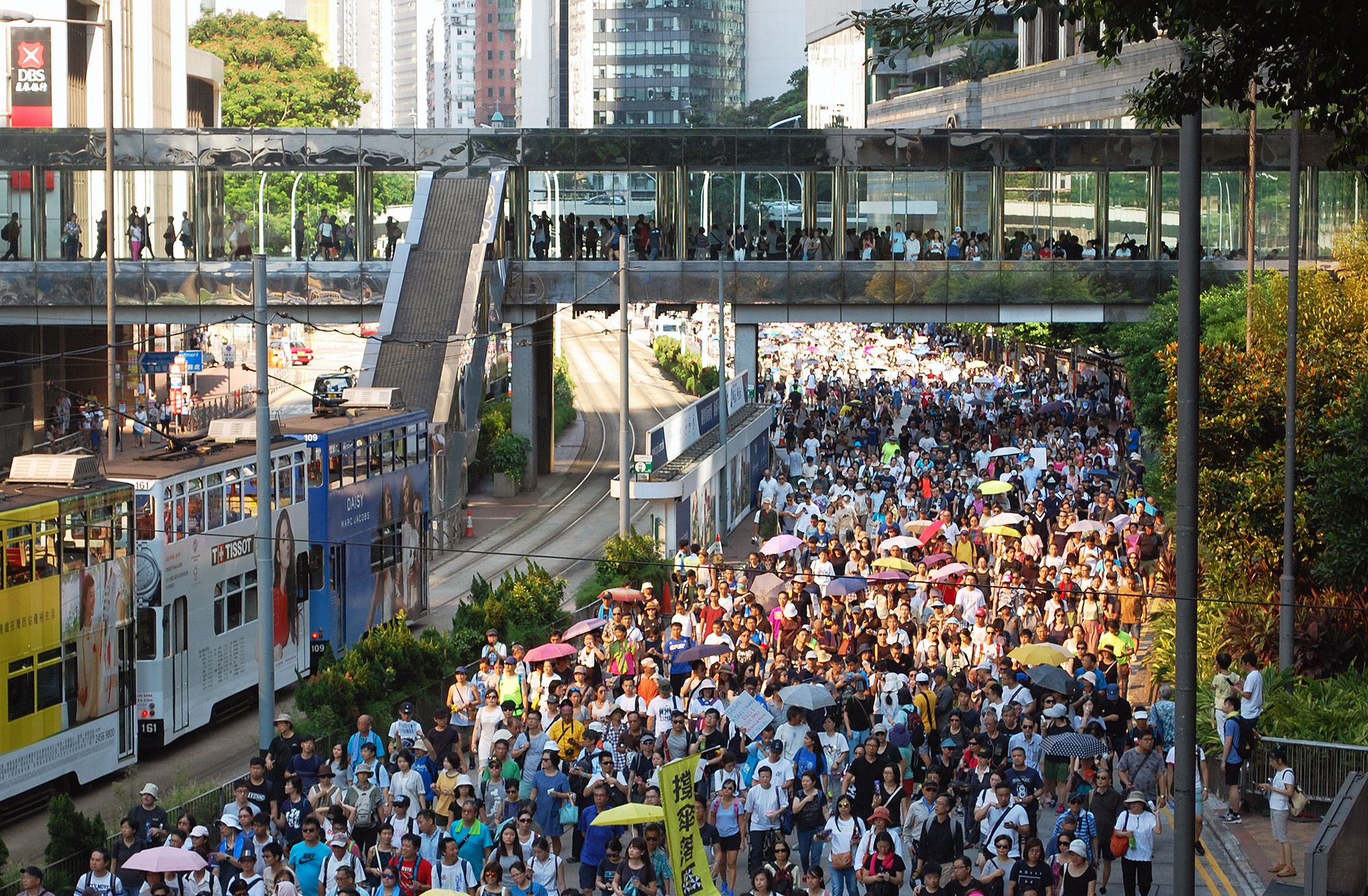
Tuần hành ủng hộ các nhà lãnh đạo dân chủ Hồng Kông bị bỏ tù vào ngày 20 tháng 8 năm 2017

Do cuộc cải cách bầu cử Hồng Kông năm 2014 không được thực hiện, các quan chức Chính phủ Đại lục, cùng với cựu Đặc khu trưởng Lương Chấn Anh và Đặc khu trưởng hiện tại Lâm Trịnh Nguyệt Nga đã nói rằng sự phát triển dân chủ ở Hồng Kông không phải là ưu tiên hàng đầu và Chính phủ Hồng Kông nên tập trung vào các vấn đề sinh kế trước.
Các ứng cử viên trong cuộc bầu cử Hội đồng Lập pháp năm 2016 đã được Ủy ban bầu cử sàng lọc trước vì lòng tin chính trị của họ và nhiều người đã bị loại trên cơ sở rằng quan điểm của họ là "vi hiến". Những người bị loại trừ bao gồm Yeung Ke-cheong, lãnh đạo Đảng Tiến bộ Dân chủ Hồng Kông.
Bắt đầu từ tháng 6 năm 2019, đã xảy ra tình trạng bất ổn do các cuộc biểu tình, bắt đầu bằng cách phản đối dự luật dẫn độ cho phép dẫn độ người dân sang Trung Quốc đại lục. Mọi người sợ rằng điều này sẽ dẫn đến việc bị bắt vì lên tiếng chống lại chính phủ Đại lục vì Bắc Kinh rất ít tôn trọng luật pháp. Các yêu cầu của người biểu tình đã được mở rộng để bao gồm các cải cách dân chủ toàn diện hơn trong Khu hành chính đặc biệt.

## Hình ảnh

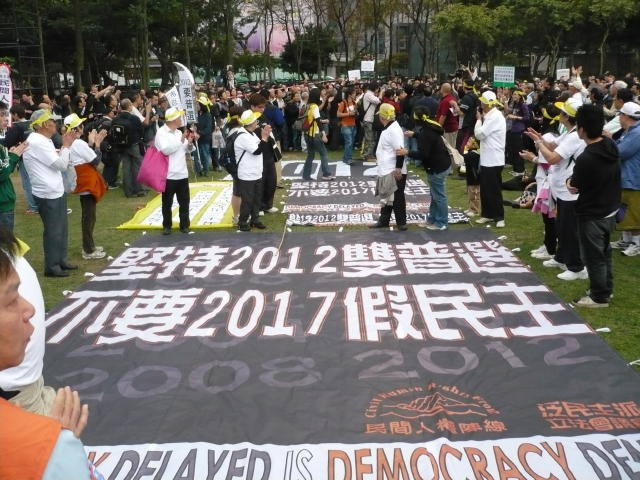
Người biểu tình kêu gọi rằng "Trì hoãn dân chủ là dân chủ bị từ chối".
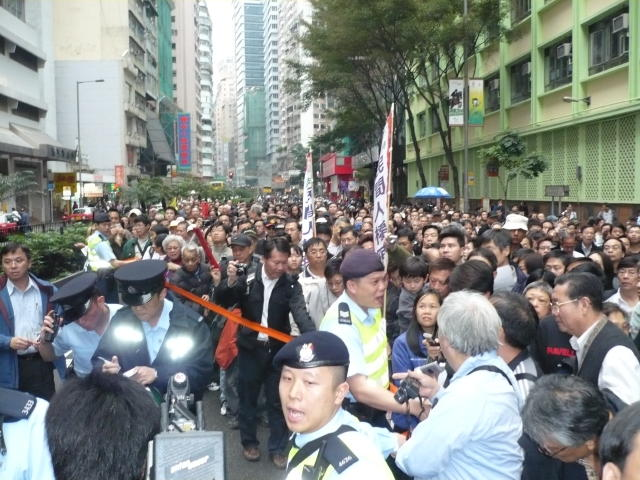
Ước tính có khoảng 22.000 người biểu tình đã có mặt trong cuộc tuần hành vì dân chủ năm 2008.
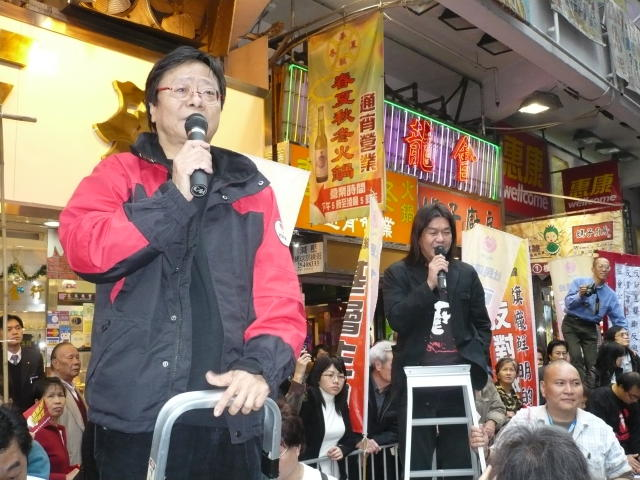
' Tóc dài ' và ' Chó điên ' phát biểu tại một cuộc biểu tình năm 2008.

## Sách tham khảo
- De Golyer, Michael (ngày 13 tháng 10 năm 2005). "Building a backbone", Commentary, The Standard.
- Chong, Agnes (ngày 8 tháng 12 năm 2005). "Hong Kong marches for 'one person, one vote'". Opendemocracy.net
- Chung, Christine (ngày 7 tháng 1 năm 2006). "Political Party Development in Hong Kong", The Hong Kong Journal
- Pepper, Suzanne (ngày 10 tháng 1 năm 2007). "2047: The Writing on the Wall", The Hong Kong Journal
- "The Promise of Democratization in Hong Kong: The 2007 District Council Elections, Legislative Council By-election, and Prospects for Constitutional Reform", NDI Hong Kong Report #12, ngày 27 tháng 12 năm 2007, National Democratic Institute for International Affairs
- "State Power, Political Theatre and Reinvention of the Pro-democracy Movement in Hong Kong" Lưu trữ ngày 21 tháng 7 năm 2011 tại Wayback Machine, Staging Politics (2007), ch10. Agnes Shuk-mei Ku, Associate Professor of Social Sciences, HK University of Science and Technology
- Cheng, Joseph Yu-shek (pp. 199–232). "The Emergence of Radical Politics in Hong Kong: Causes and Impact" Lưu trữ ngày 26 tháng 10 năm 2018 tại Wayback Machine. China Review, Vol. 14, No. 1, Special Issue: Urban and Regional Governance in China (Spring 2014).